# 페라이올로

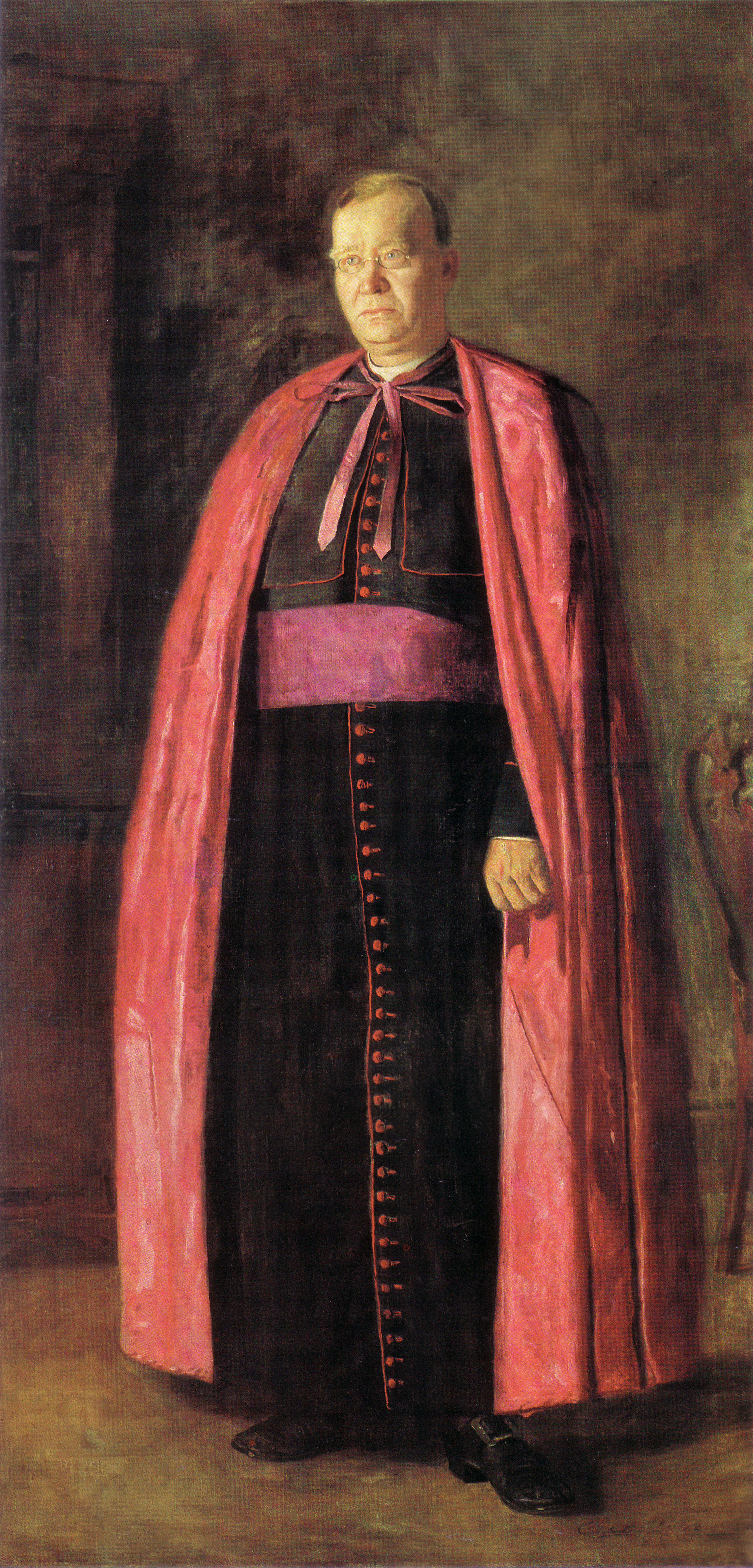

페라이올로 또는 페라이우올로는 로마 가톨릭교회의 성직자들이 야회에 나갈 때 전통적으로 입는 망토의 종류로, 비(非) 전례용이다. 페라이올로는 어깨 위에 걸쳐 입는 것으로, 발목까지 길게 늘어뜨려져 있으며, 앞부분의 가느다란 천으로 된 끈을 나비 매듭 형식으로 묶는다. 더불어 페라이올로에는 그 어떤 가두리 장식도 없다.
페라이올로의 색깔은 성직자들의 품급에 따라 결정된다. 가령 사제들은 검은색, 주교들은 보라색, 추기경들은 진홍색으로 물들인 비단으로 만든 페라이올로를 착용한다. 교황의 가족들도 자신들의 출신을 나타내고자 색을 물들인 페라이올로를 착용하기도 하였다. 교황은 페라이올로를 착용하지 않는다.
성직자들의 다른 많은 제복과 전례복과 마찬가지로 페라이올로의 기원도 고대 로마 시민이 입었던 의류에 있으며, 원래 길이도 무릎까지였다.